# François-Xavier Roth

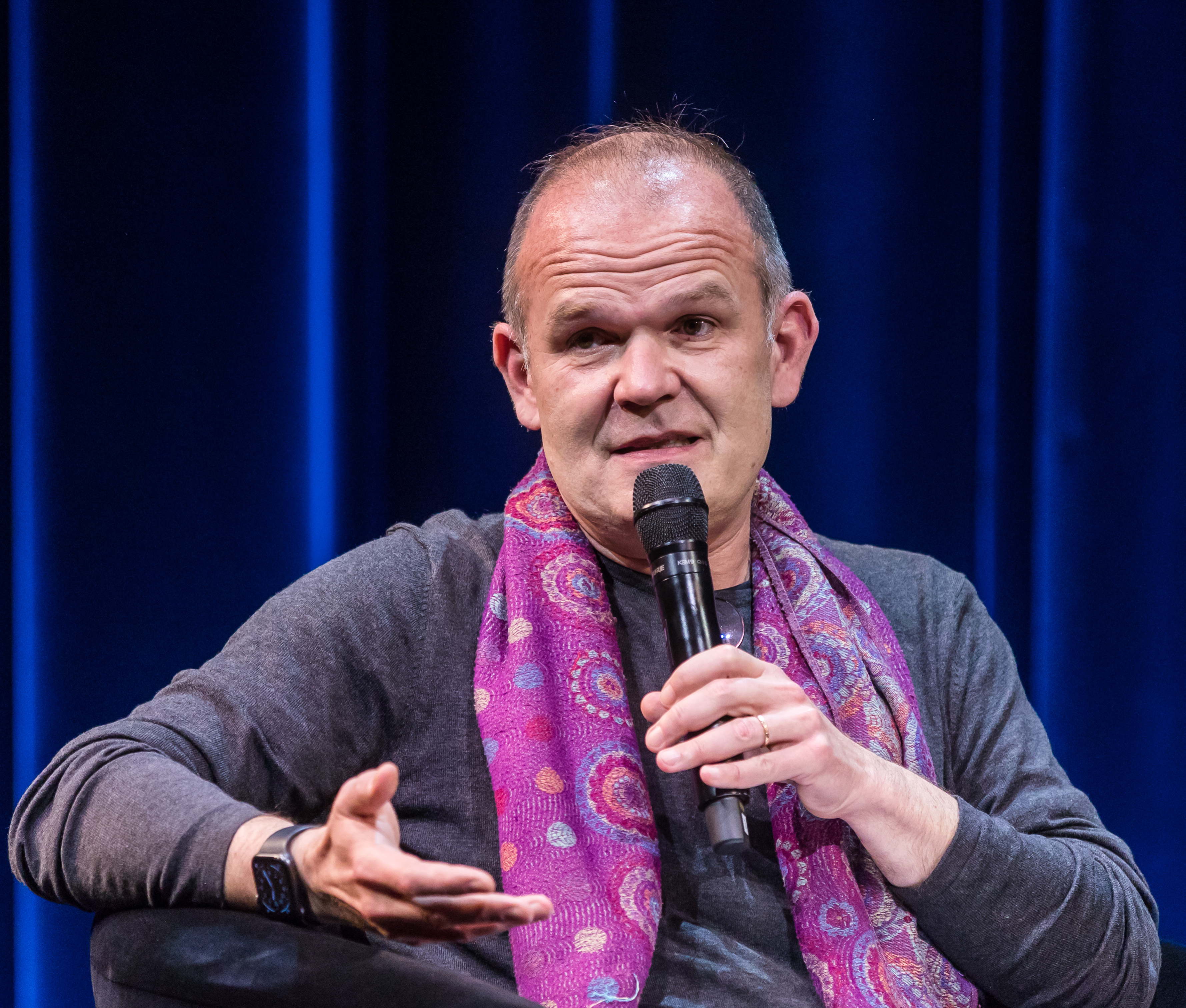
François-Xavier Roth (2022)

François-Xavier Paul Roth (* 6. November 1971 in Neuilly-sur-Seine) ist ein französischer Dirigent. Von 2015 bis Anfang Juli 2024 war er der Generalmusikdirektor der Stadt Köln. Roth ist designierter Chefdirigent und Künstlerischer Leiter beim SWR Symphonieorchester.

## Biografie
François-Xavier Roth wurde 1971 in Neuilly-sur-Seine als Sohn des Organisten Daniel Roth und seiner Frau Odile Mangin geboren.
2003 gründete er das Orchester Les Siècles. Von 2011 bis zu dessen Fusion mit dem Radio-Sinfonieorchester Stuttgart 2016 war er der Musikdirektor des SWR Sinfonieorchesters Baden-Baden und Freiburg. Seit 1. September 2015 ist er Kapellmeister des Gürzenich-Orchesters und Generalmusikdirektor der Stadt Köln. Im September 2022 gaben Medien bekannt, er werde seinen Vertrag über 2025 hinaus nicht verlängern. Zur Spielzeit 2025/26 soll Roth Chefdirigent und Künstlerischer Leiter beim SWR Symphonieorchester werden.
Seit 2017 ist er Principal Guest Conductor des London Symphony Orchestra. Daneben dirigierte er bekannte Orchester wie das Gewandhausorchester und das BBC Symphony Orchestra. Unter anderem war er Gast bei den Berliner Philharmonikern, bei den Wiener Philharmonikern, den Wiener Symphonikern, der Bayerischen Staatsoper sowie dem Symphonieorchester des Bayerischen Rundfunks in München, den Bamberger Symphonikern, dem Niederländischen Radioorchester, dem Dänischen Staatsorchester, dem NHK-Sinfonieorchester in Tokio, den Göteborger Symphonikern und dem Finnischen Radiosinfonieorchester.
Im Mai 2024 wurden Vorwürfe wegen sexueller Belästigung von weiblichen und männlichen Musikern gegen Roth erhoben. Zuerst berichteten die französische Zeitung Le Canard enchaîné und das Online-Magazin VAN über die Anschuldigungen. Nach den Vorwürfen teilte Roth mit, seine Arbeit ruhen zu lassen. Zum 30. Juni 2024 wurde die Zusammenarbeit mit der Stadt Köln in gegenseitigem Einvernehmen ein Jahr früher als geplant beendet. Roth gestand Anzüglichkeiten per Mobiltelefon und die Versendung von Dickpics ein und bat um Entschuldigung.

## Diskografie (Auswahl)
- Agobet – Orchestre philharmonique de Strasbourg, Timpani Records (2005)
- Presto – Les Siècles, Mirare (2007)
- Bizet · Chabrier – Les Siècles, Mirare (2007) – „Diapason Découverte“ von Diapason
- Saint-Saëns · Chausson · Ysaÿe – Violine : Tedi Papavrami, Orchestre philharmonique de Liège, Aeon (2009)
- Thierry Pécou – La Symphonie du Jaguar, Orchestre philharmonique de Radio France, Harmonia Mundi (2009)
- Berlioz – Symphonie fantastique, Les Siècles, « Les Siècles Live », Ed. Musicales Actes Sud, Harmonia Mundi (2010)
- Saint-Saëns – Klavierkonzert Nr. 3 & Symphonie Nr. 3 (Orgelsymphonie), Jean-François Heisser, Piano; Daniel Roth, Orgel; Les Siècles, « Les Siècles Live », Ed. Musicales Actes Sud, Harmonia Mundi (2010)
- Matalon – Trames 2, 4 et 8, Les Siècles, « Les Siècles Live », Ed. Musicales Actes Sud, Harmonia Mundi (2011)
- Strawinsky – L’Oiseau de feu (ballet complet 1910) Premier enregistrement sur instruments d’époque – Les Siècles, « Les Siècles Live », Ed. Musicales Actes Sud, Harmonia Mundi (2011) – Preis der deutschen Schallplattenkritik, Edison Klassiek Prize 2012, Gramophone Choice
- Mahler / Webern – Symphonie Nr. 1 Der Titan; Im Sommerwind – SWR Sinfonie-Orchester Baden-Baden & Freiburg, Edition Hänssler Classic (2012)
- Dubois – Klavierkonzert & Ouverture de Frithiof, Les Siècles, « Les Siècles Live », Ed. Musicales Actes Sud, Harmonia Mundi (2012)
- Liszt – Dante-Symphonie & Orpheus, Les Siècles, « Les Siècles Live », Ed. Musicales Actes Sud, Harmonia Mundi (2012)
- Strauss – Ein Heldenleben / Tod und Verklärung, Edition Hänssler Classic (2013)
- Debussy – La Mer & Première Suite d’Orchestre (Weltpremiere); Les Siècles, « Les Siècles Live », Ed. Musicales Actes Sud, Harmonia Mundi (2013)
- Dukas – L’Apprenti Sorcier / Cantate Velleda / Polyeucte, Ed. Musicales Actes Sud, Harmonia Mundi (2013)
- Strawinsky – Le Sacre du printemps (Version der Uraufführung am 29. Mai 1913) / Pétrouchka (Version 1911), Ed. Musicales Actes Sud, Harmonia Mundi (2014)
- Ravel – Daphnis & Chloé, Les Siècles, Harmonia Mundi (2017)
- Mussorgski – Bilder einer Ausstellung (Bearb. v. Maurice Ravel) & Maurice Ravel – La Valse, Les Siècles, Harmonia Mundi (2020)

## Auszeichnungen und Ehrungen
- 2015: Jahrespreis der deutschen Schallplattenkritik für die Einspielung von Le Sacre du printemps mit Les Siècles
- 2020: Ehrenpreis der deutschen Schallplattenkritik
- 2022: Ehrenring des Rheinlandes

## Sonstiges
Roth dirigiert manchmal – auch in Konzerten – mit einem Bleistift.